# エル・メニア県
エル・メニア県（エル・メニアけん、アラビア語: ولاية المنيعة、ラテン文字表記：El Menia）は、アルジェリアの県（ウィラーヤ）のひとつ。県都はエル・メニア。国土のほぼ中心に位置する。全域がサハラ砂漠にあるため、広大な面積の割に人口は少ない。面積は約6.3万平方キロメートル、人口は約6.4万人（2008年国勢調査）。
2015年5月27日、ガルダイア県南部の2郡に設置されたエル・メニア準県（Wilaya déléguée、県と郡の中間区分）を前身とする。2019年12月5日、単独の県に昇格した。

## 行政区画

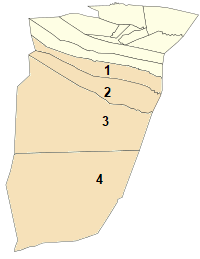
ガルダイア県時代の自治体

2郡（ダイラ）と4自治体（バラディヤ / コミューン）を管轄する。表の番号は画像に対応している。
- エル・メニア郡（フランス語版） - 面積51,687km2、人口57,996人。
- マンスーラ郡（フランス語版） - 11,636km2、6,491人。

| # | 自治体           | アラビア語名 | ラテン文字表記 | 面積 （km2） | 人口 （2008年） | 所属郡       |
| - | ---------------- | ------------ | -------------- | ------------ | --------------- | ------------ |
| 1 | マンスーラ       | منصورة       | Mansoura       | 4,794        | 2,840           | マンスーラ   |
| 2 | ハッシ・フェハル | حاسي الفحل   | Hassi Fehal    | 6,842        | 3,651           | マンスーラ   |
| 3 | エル・メニア     | المنيعة      | El Menia       | 23,942       | 40,195          | エル・メニア |
| 4 | ハッシ・ガーラ   | حاسي قارة    | Hassi Gara     | 27,745       | 17,801          | エル・メニア |

## 交通
- 国道1号（フランス語版） - 南北に縦断
- 国道51号（フランス語版） - 東西に横断